# 龐鍾璐
龐 鍾璐（ほう しょうろ、Pang Zhonglu、1822年 - 1876年）、清末の官僚。字は宝生。江蘇省常熟県塘橋（現在の張家港市塘橋鎮）出身。
1847年に進士になり、編修となった。その後、侍講学士、祭酒、光禄寺卿を歴任し、1858年に内閣学士・工部侍郎に抜擢された。父の死で郷里に帰ったが、江南では1860年に太平天国軍の攻撃で江南大営が壊滅し、蘇州・常州が陥落した。龐鍾璐は督弁江南団練大臣に任じられ、郷勇を率いて江陰から常熟に迫ってきた太平天国軍を迎え撃ったが、8月に常熟は陥落した。その後上海に赴き、知県の劉郇膏とともに防衛にあたった。1861年、太平天国軍が平湖から金山をうかがうと、郷勇を率いて出撃してこれを破った。その後、北京に呼び戻され、再び内閣学士となった。1862年から礼部侍郎、工部侍郎、吏部侍郎、順天学政を歴任した。1867年には大学士賈楨とともに五城団防大臣となって、捻軍に対する防衛にあたった。1870年、左都御史・工部尚書代理に抜擢され、1871年には刑部尚書となった。死後、文格の諡号が贈られた。

## 著作
- 『読均軒詩賦稿』